# Kolonia Mikołajki
Kolonia Mikołajki ist ein Ort in der polnischen Woiwodschaft Ermland-Masuren und gehört zur Stadt- und Landgemeinde Mikołajki (Nikolaiken) im Powiat Mrągowski (Kreis Sensburg).
Kolonia Mikołajki liegt im mittleren Osten der Woiwodschaft Ermland-Masuren, zwei Kilometer nördlich der Stadt Mikołajki und 18 Kilometer südöstlich der Kreisstadt Mrągowo (deutsch Sensburg).
Über die Geschichte des Ortes vor 1945 liegen keine Unterlagen vor, auch nicht über einen eventuellen deutschen Namen aus jener Zeit. So besteht die Vermutung, dass der Ort Kolonia Mikołajki erst nach 1945 entstanden ist. Heute ist er eine Ortschaft im Verbund der Stadt- und Landgemeinde Mikołajki im Powiat Mrągowski, bis 1998 der Woiwodschaft Suwałki, seither der Woiwodschaft Ermland-Masuren zugehörig.
Kirchlich gehört Kolonia Mikołajki sowohl evangelischer- als auch katholischerseits zur Stadt Mikołajki in der Diözese Masuren der Evangelisch-Augsburgischen Kirche in Polen bzw. im Bistum Ełk in der polnischen katholischen Kirche.
Kolonia Mikołajki liegt an einer Nebenstraße, die von der Stadt Mikołajki bis zur Stadt Ryn (Rhein) führt. Ein Bahnanschluss existiert nicht.